# Bodiluddelingen 1991
Bodiluddelingen 1991 blev afholdt i 1991 i Imperial i København og markerede den 44. gang at Bodilprisen blev uddelt.
Birger Larsens Lad isbjørnene danse og Eddie Thomas Petersens ungdomsfilm Springflod var de to store vindere med uddelingen, hvor Springflod vandt de to kvindelige skuespilskategorier og Lad isbjørnene danse vandt for bedste mandlige hovedrolle og bedste danske film. Den kun 18-årige Trine Dyrholm modtog for sin filmdebut prisen for bedste kvindelige hovedrolle og var dermed én af de yngste i Bodil'ens historie til at have vundet denne pris. Den polske instruktør Krzysztof Kieslowski modtager for andet år i træk prisen for bedste europæiske film.

## Vindere
| Bedste mandlige hovedrolle              | Bedste kvindelige hovedrolle      |
| --------------------------------------- | --------------------------------- |
| - Tommy Kenter for Lad isbjørnene danse | - Trine Dyrholm for '"Springflod  |
| Bedste mandlige birolle                 | Bedste kvindelige birolle         |
| - Steen Svare for Sirup                 | - Jannie Faurschou for Springflod |
| Bedste danske film                      | Bedste ikke-europæiske film       |
| - Lad isbjørnene danse af Birger Larsen | - Goodfellas af Martin Scorsese   |
| Bedste europæiske film                  | Bedste dokumentarfilm             |
| - Dekalog af Krzysztof Kieslowski       | - ikke uddelt                     |